# Vụ ám sát Indira Gandhi

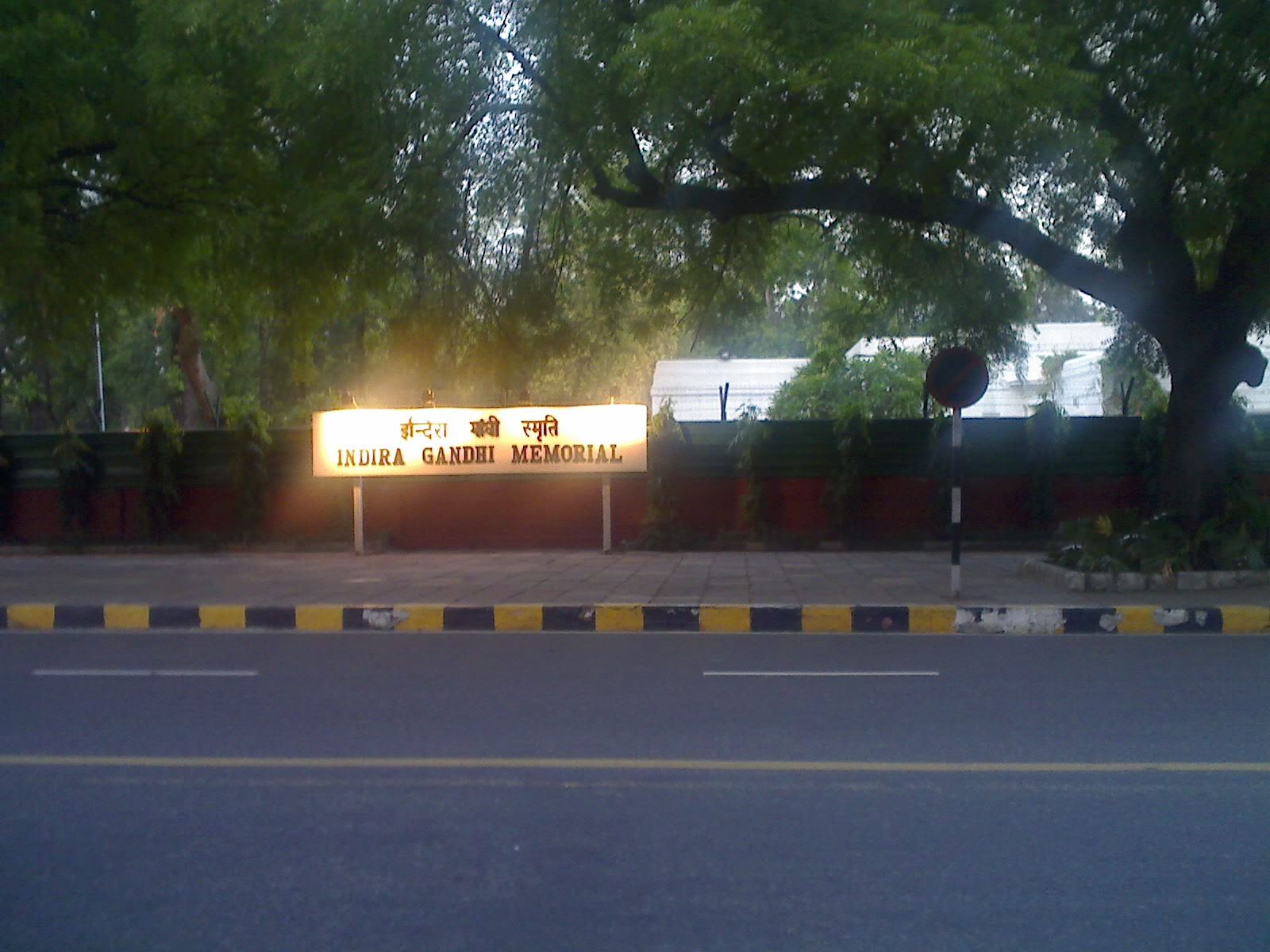
Tưởng niệm tại điểm ám sát, đường Safdarjung, New Delhi

Indira Gandhi, Thủ tướng Chính phủ thứ ba của Ấn Độ, bị ám sát lúc 9:20 sáng ngày 31 tháng 10 năm 1984, tại đường Safdarjung, nơi cư trú tại New Delhi. Bà đã bị giết bởi hai vệ sĩ của mình, Satwant Singh và Beant Singh, sau cuộc hành quân Blue Star, cuộc tấn công vào tháng 6 năm 1984 của quân đội Ấn Độ vào Đền Vàng ở Amritsar khiến ngôi đền Sikh bị tàn phá nặng nề.

## Ám sát
Vào khoảng 9 giờ 20 phút sáng ngày 31 tháng 10 năm 1984, Indira Gandhi đang trên đường tới cuộc phỏng vấn của nam diễn viên người Anh Peter Ustinov, người đang quay phim tài liệu cho truyền hình Ireland. Bà đang đi bộ qua khu vườn của Thủ tướng Chính phủ tại số 1, đường Safdarjung ở New Delhi về phía đường 1 văn phòng đường Akbar lân cận.
Khi bà đi qua cánh cửa được bảo vệ bởi Satwant Singh và Beant Singh, hai người này nhả đạn. Sub-inspector Beant Singh bắn ba viên đạn vào bụng bà từ khẩu súng lục.38. Satwant Singh sau đó đã bắn 30 viên đạn từ khẩu súng tiểu liên Sterling vào bà sau khi bà ngã xuống đất. Sau khi bắn súng, cả hai ném vũ khí của họ xuống và Beant Singh nói: "Tôi đã làm những gì tôi phải làm. Bạn hãy làm những gì bạn muốn làm." Trong sáu phút tiếp theo, Tarsem Singh Jamwal và Ram Saran, những người lính ở Cảnh sát biên giới Indo-Tibet, đã bắt và giết Beant Singh trong một phòng riêng. Satwant Singh đã bị các vệ sĩ khác của Gandhi bắt giữ cùng với một kẻ đồng lõa đang cố trốn thoát và bị thương nặng trong cuộc tấn công do Beant Singh khởi xướng. Satwant Singh bị treo cổ vào năm 1989 với đồng lõa Kehar Singh.
Salma Sultan đã đưa tin đầu tiên về vụ ám sát Indira Gandhi vào buổi tối ngày 31 tháng 10 năm 1984, hơn 10 giờ sau khi bị bắn. Người ta cáo buộc rằng R. K. Dhawan, thư ký của bà Gandhi, đã qua mặt các quan chức tình báo và an ninh, những người đã ra lệnh trục xuất các cảnh sát Sikh, bao gồm chính người đã bắn Gandhi, vì lý do an ninh.
Beant Singh là một trong những người bảo vệ yêu thích của Gandhi, người mà bà đã quen biết trong mười năm. Kẻ sát nhân còn lại, Satwant Singh, đã 22 tuổi khi vụ ám sát xảy ra và đã được chỉ định làm người bảo vệ cho Gandhi chỉ 5 tháng trước khi bà bị ám sát.